# Wojtek
Wojtek, né en 1942 et mort en 1963, est un ours brun de Syrie, animal de guerre de l'armée polonaise durant la Seconde Guerre mondiale.

## Biographie
En 1942, près de la ville d'Hamadan en Iran, un garçon de la région rencontre un ourson abandonné. Il l'emporte avec lui et le troque à l'armée polonaise stationnée à proximité en échange de quelques conserves de viande. Dès le début, l'animal est une attraction pour les soldats et les civils, devenant dès lors la mascotte non officielle de toutes les unités en poste dans la région. En conséquence, il est officiellement intégré à l'armée polonaise, faisant ainsi partie des soldats de la 22e compagnie de ravitaillement d'artillerie du deuxième corps d'armée polonais. Aux côtés de la troupe, il traverse l’Iraq, la Syrie, la Palestine et l’Égypte, avant de se retrouver dans le Sud de l'Italie.
À moins d'un an, l'ourson a d'abord des difficultés à avaler. Il est nourri avec du lait concentré, placé dans une bouteille de vodka vide. Par la suite, il commence à être nourri de fruits, de mélasse, de marmelade et de miel, en plus d'être fréquemment abreuvé de bière, ce qui s'est révélé être sa boisson préférée. Il aime aussi fumer et manger des cigarettes, jouer à combattre et apprend à saluer quand on le salue. En tant que soldat  officiellement engagé dans la compagnie, il vit avec les autres hommes sous des tentes ou dans une cage en bois faite sur mesure et transportée en camion.
Animal de guerre il est élevé au rang de caporal, il aide même à transporter des munitions, telles des cartouches d'obus d'artillerie de 25 livres, lors de la bataille de Monte Cassino. En reconnaissance, un ours tenant un obus d'artillerie est devenu l'emblème officiel de la 22e compagnie de transport du groupe d'artillerie du Deuxième corps. Il est le seul ours au monde à avoir servi dans l'armée.
Après la fin de la guerre, la 22e compagnie est cantonnée au camp Winfield, à Hutton (en), près de Duns (Berwickshire). Le caporal Wojtek fait partie des quelque trois mille soldats du camp et devient une figure très populaire auprès des habitants voisins.
Démobilisé en 1947, il passe la fin de sa vie, au zoo d'Édimbourg. Il meurt en décembre 1963, à l'âge de 22 ans ; il pèse alors quelque 250 livres et demi (113.62 kg)  et mesure environ 1,80 m.

## Hommage
Une statue de Wojtek (en) réalisée par le sculpteur Alan Herriot a été érigée en son honneur dans le parc Princes Street Gardens à Édimbourg en Écosse.
En 2014, à l'occasion des 70 ans de la bataille de Monte Cassino, une statue de l'ours soldat Wojtek a été inaugurée à Cracovie dans le parc Jordan (en) pour rendre hommage à cet improbable héros.
Une petite statue de l'ours soldat Woljtek enlaçant un nain se situe dans le parc longeant la rue Kamienna, à Wrocław.
Un film d'animation polono-britannique en son hommage, Un ours nommé Wojtek (A Bear Named Wojtek), est sorti en 2024.
L'ours Wojtek représente la faction Polonia dans le jeu de plateau Scythe.
Le jeu vidéo Iron Harvest contient un ours soldat nommé Wojtek.
Le jeu vidéo Hearts of Iron IV permet à Wojtek de devenir empereur des Slaves.
Le jeu vidéo Yes,your grace contient un ourson du nom de Wojtek
Le jeu vidéo WARPATH: Ace Shooter en tant qu'officier d'infanterie.
L'épisode 533 du podcast britannique "The Rest is History" raconte l'histoire de "Wojtek : The Bear Who Beat the Nazis" 

## Galerie

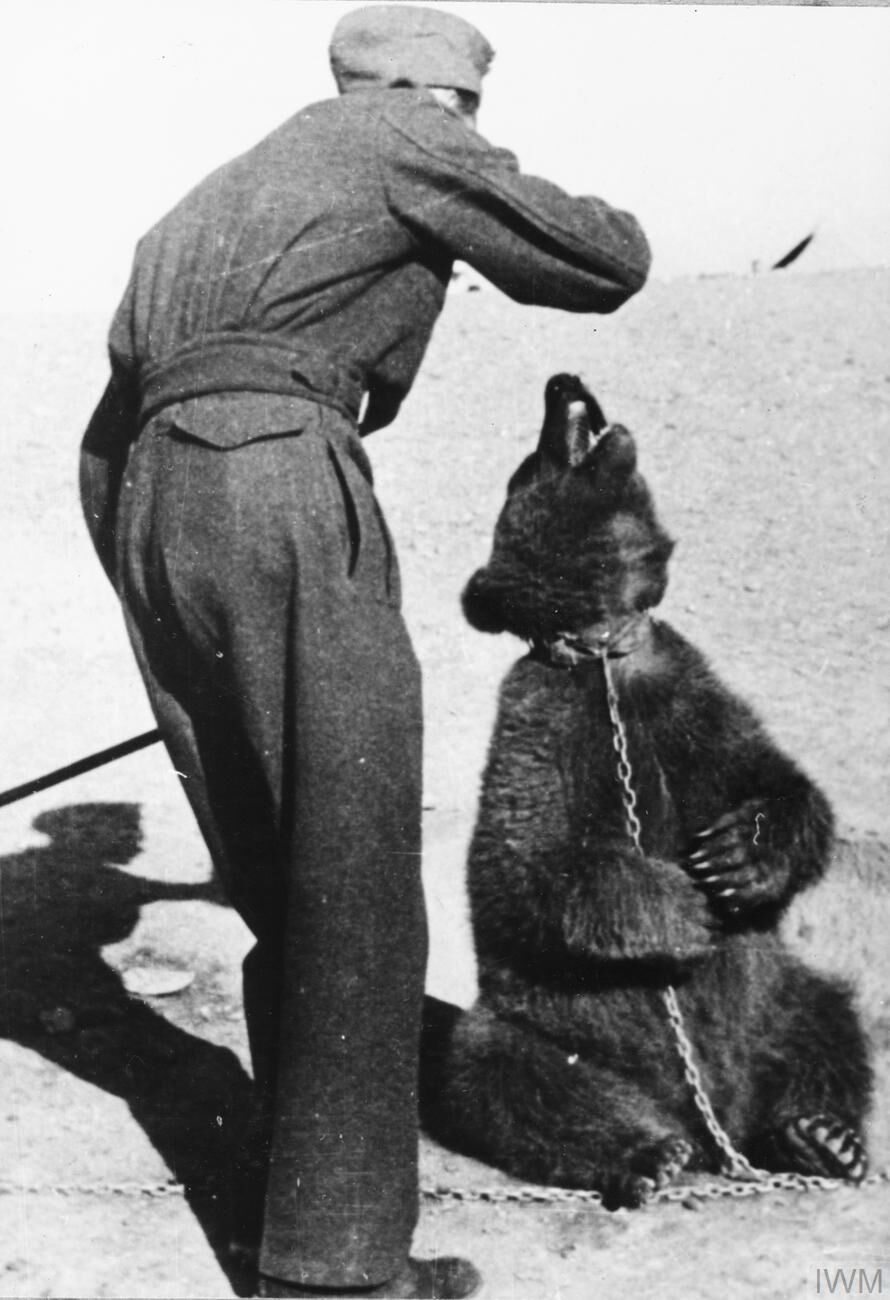
Wojtek en Iran en 1942.
Insigne de la 22e compagnie de transport.
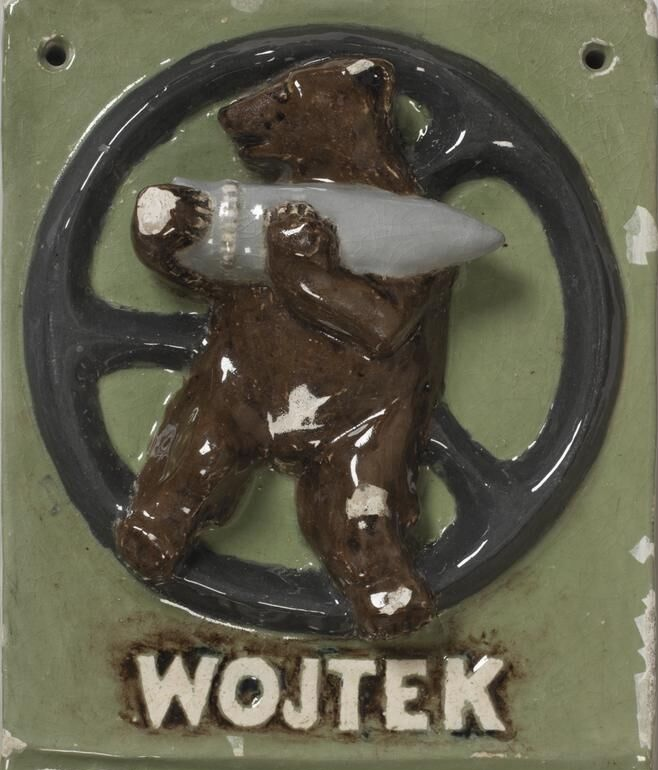
Un autre insigne.
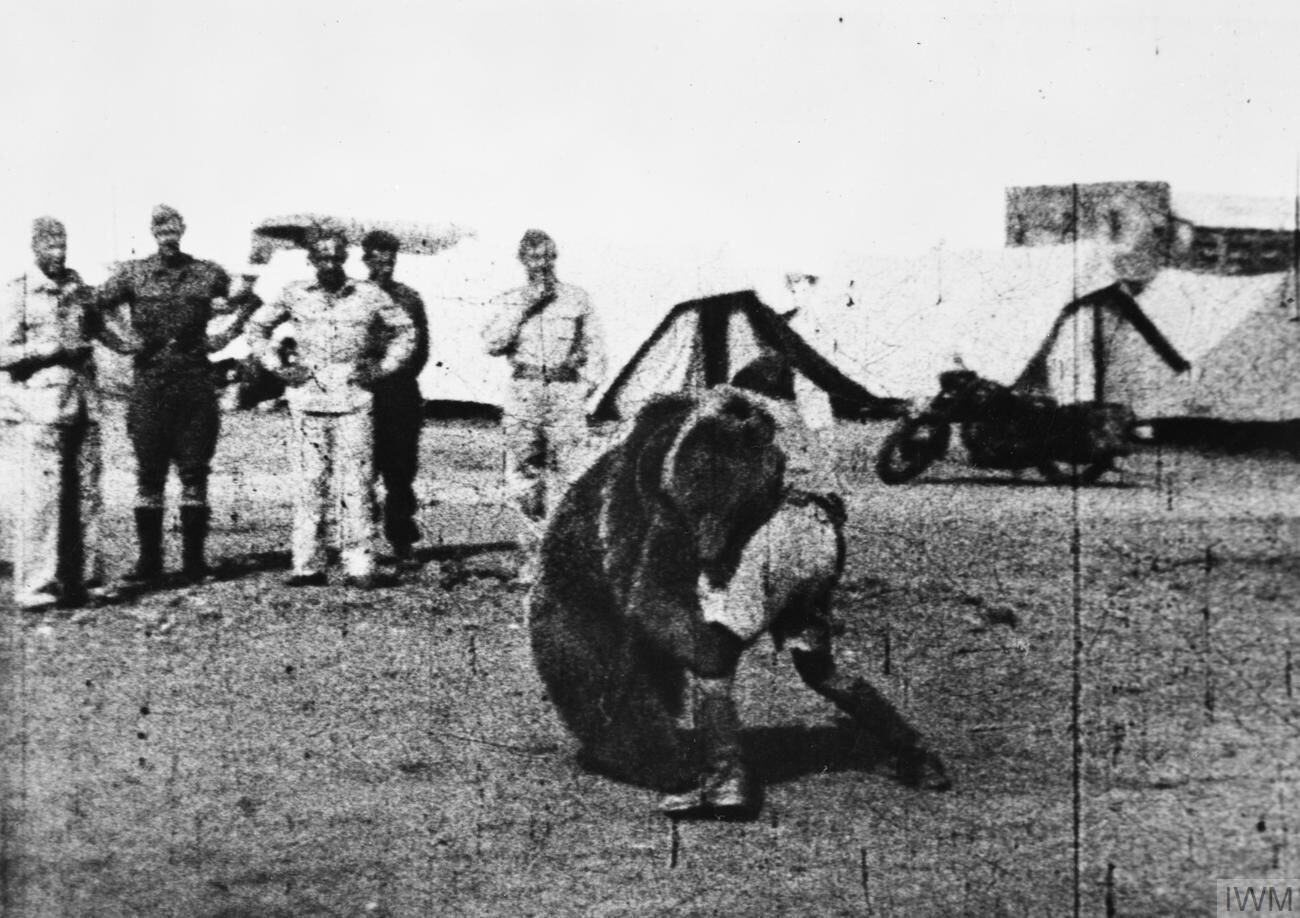
Wojtek au Proche-Orient.
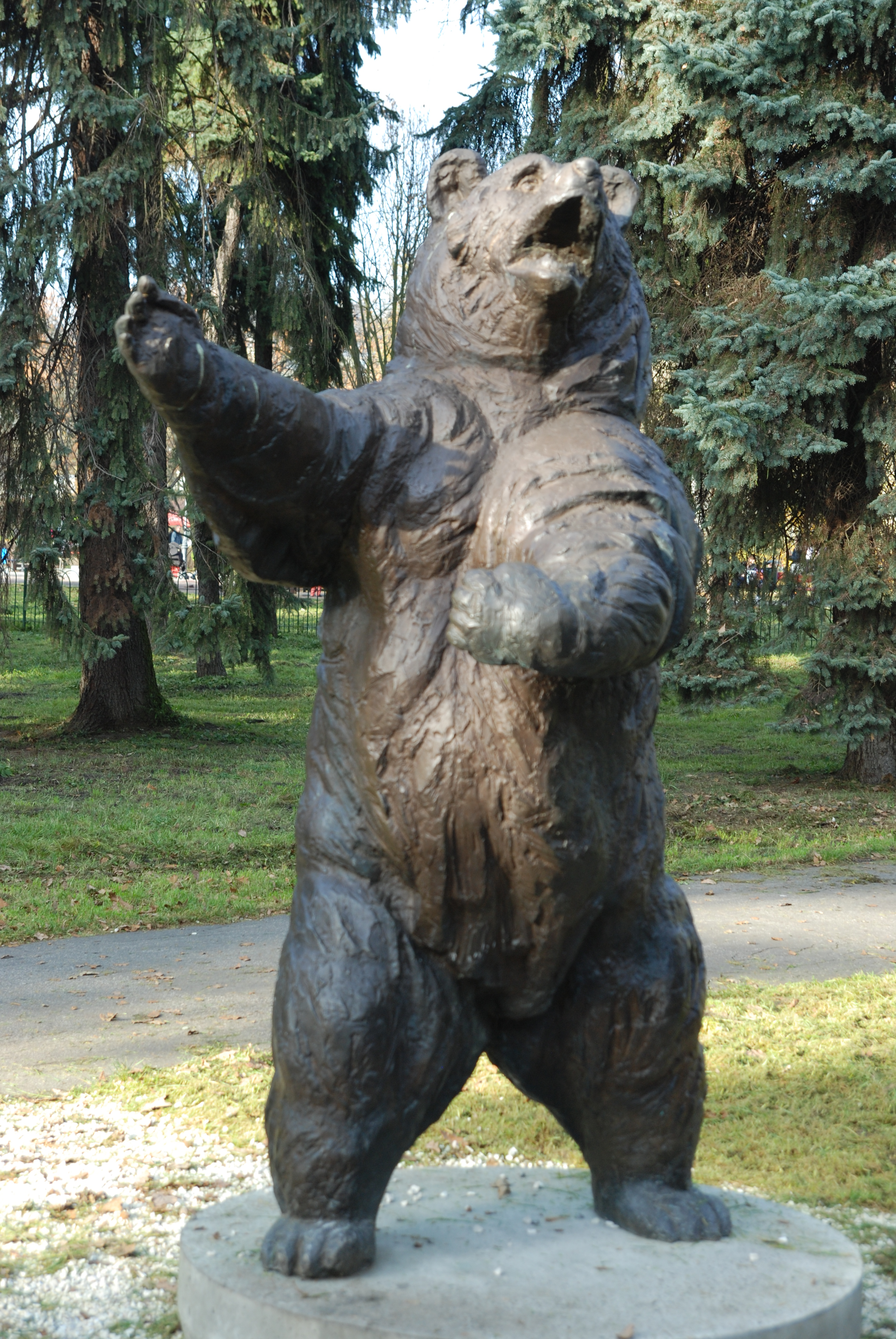
Statue de Wojtek dans le Jordan Park à Cracovie.
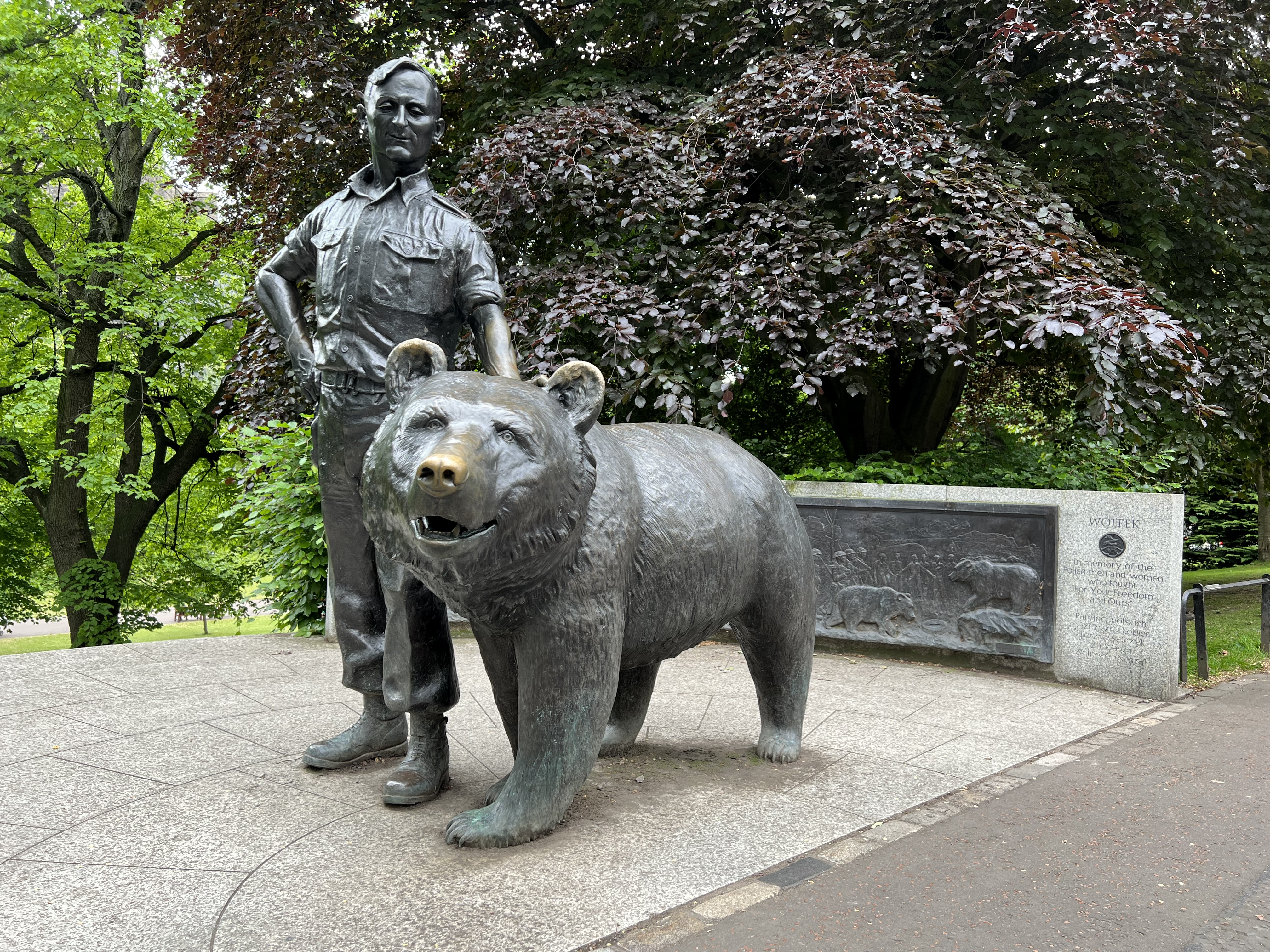
Statue de Wojtek dans le Princes Street Gardens à Édimbourg.
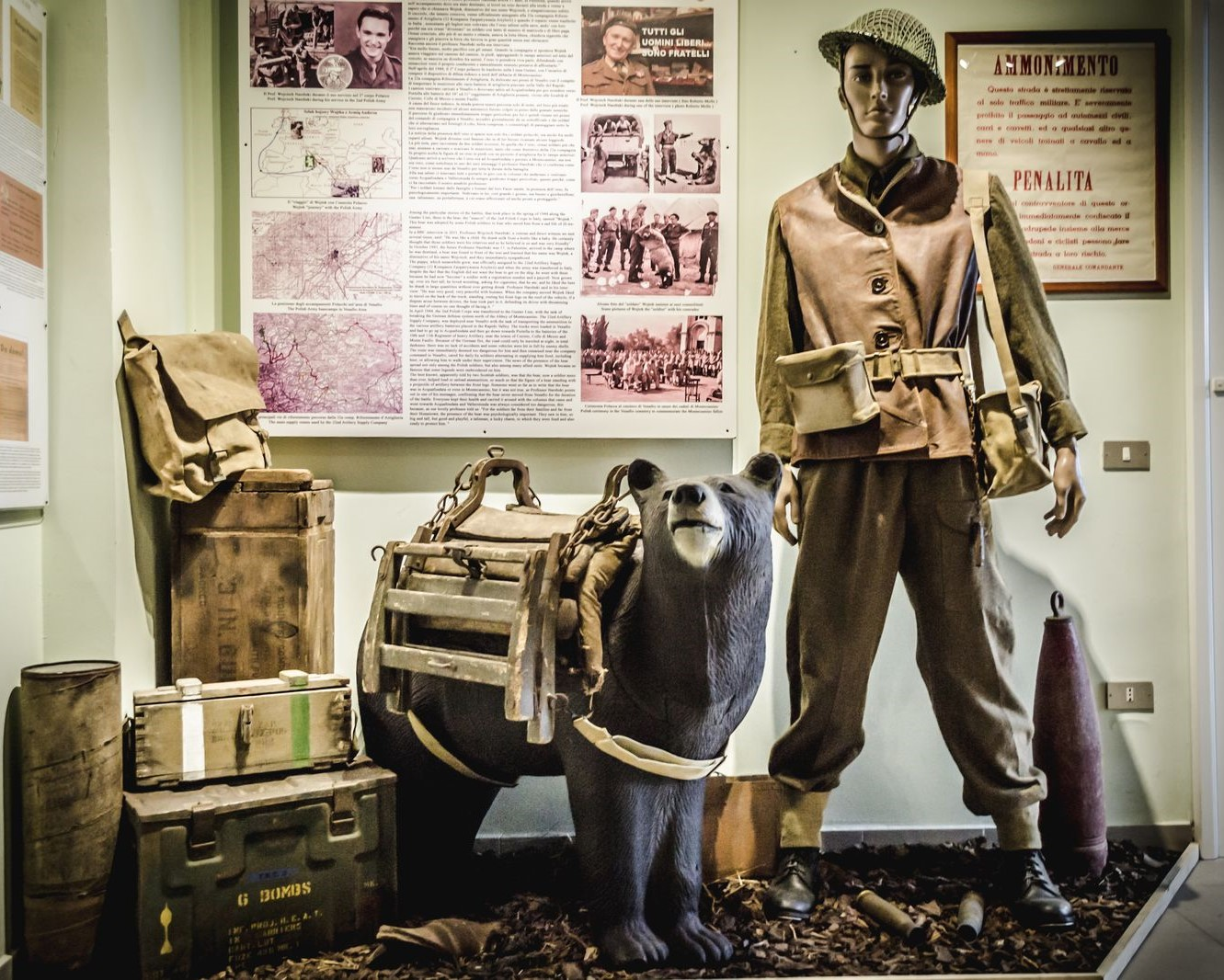
Représentation de Wojtek à Venafro.